# Język wenetyjski

Italia w epoce żelaza

Język wenetyjski – język indoeuropejski, zaliczany przez niektórych językoznawców do języków italskich, używany  do początku naszej ery w rzymskiej prowincji Wenecja i wyparty przez łacinę. Zachowało się kilkaset krótkich inskrypcji w alfabecie etruskim (głównie nagrobkowych i wotywnych), pochodzących z I wieku p.n.e.